# Мала Виска
Мала́ Ви́ска (колишня назва — Куда́шеве) — місто в Україні, центр Маловисківської міської територіальної громади Новоукраїнського району Кіровоградської області. Населення — 10 133 осіб (2021).

## Географія

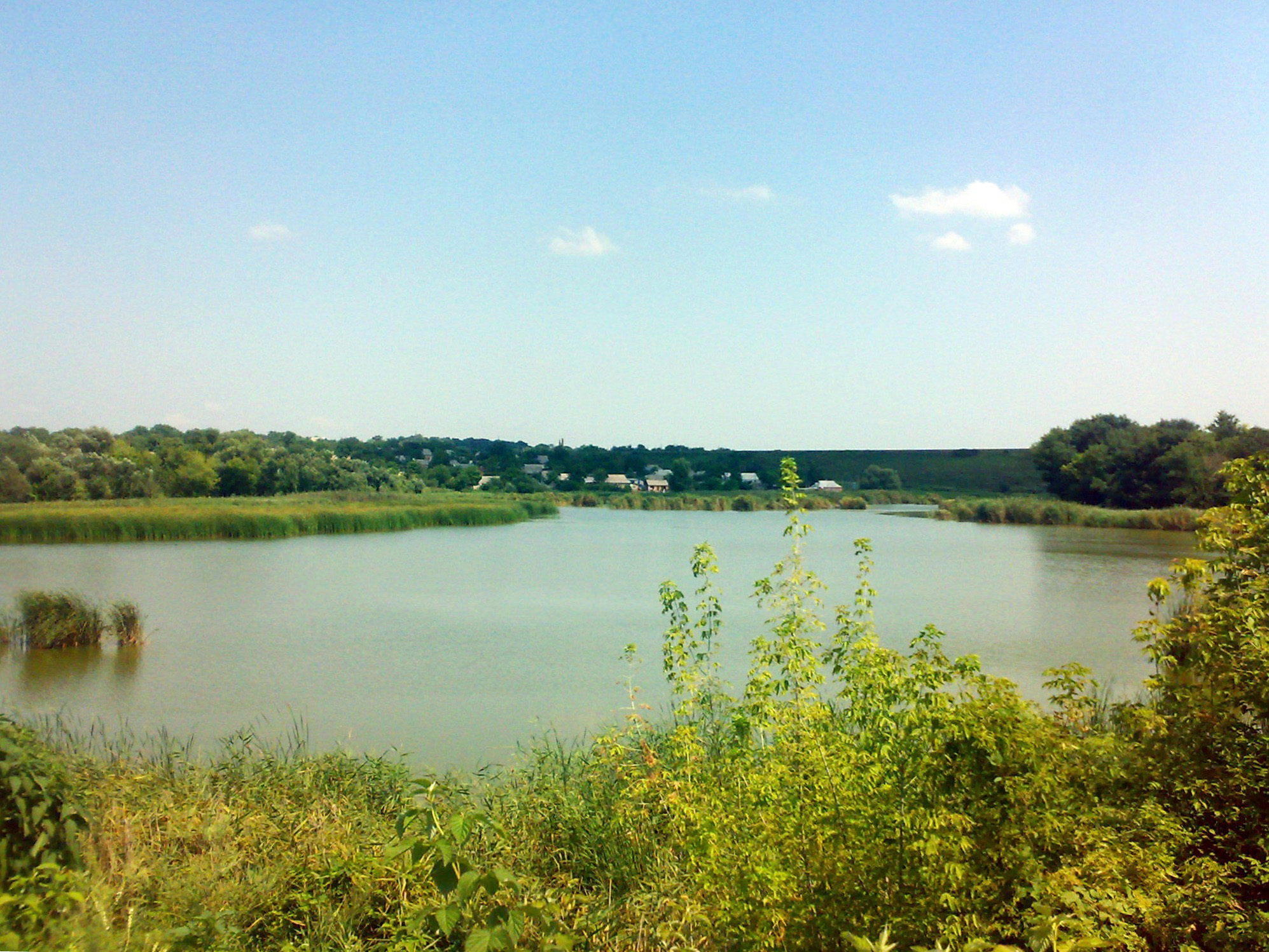
Річка на Малій Висі в межах міста

Місто розташоване в долині річки Мала Вись і частково на узгір'ї. Відстань до облцентру становить близько 60 км і проходить автошляхом E50.

## Історія

### XVIII століття
За переказами, на місці сучасної Малої Виски існував хутір козака Никодима.
Офіційна історія Малої Виски розпочинає свій відлік з 1752 року, коли, за даними місцевого краєзнавця Григорія Перебийноса, до берегів річки Малої Висі прибув перший гурт молдован-переселенців, які заснували тут постійне поселення. До цього моменту обабіч Висі періодично з'являлися і щезали скіфські табори, намети русичів, а пізніше — і козацькі зимівники. Однак ніхто тут довго не затримувався, і саме цим історики пояснюють практично цілковиту відсутність археологічних свідчень. Тому саме молдовани вважаються першими мешканцями, а один із районів Малої Виски має місцеву назву Бессарабія.
Слобода Вись перебувала у власності Івана Хорвата, згодом стала державною слободою Новою (Веселою) Виссю, а потім перейшла у власність Лепьохіна.
В архівних матеріалах знаходяться метрики тих часів з назвою Мала Виска.

### XIX століття
Понад 8 тисяч десятин землі, що прилягали до новоствореного поселення, а також 918 селян Катерина II подарувала князю Кудашеву. Він назвав поселення своїм іменем — Кудашеве, спорудив тут економію, церкву та маєток.
В середині XIX століття маєток у Кудашева купив ще один представник російської знаті — дворянин Улашин, який і дав містечку сучасну назву — Мала Виска.

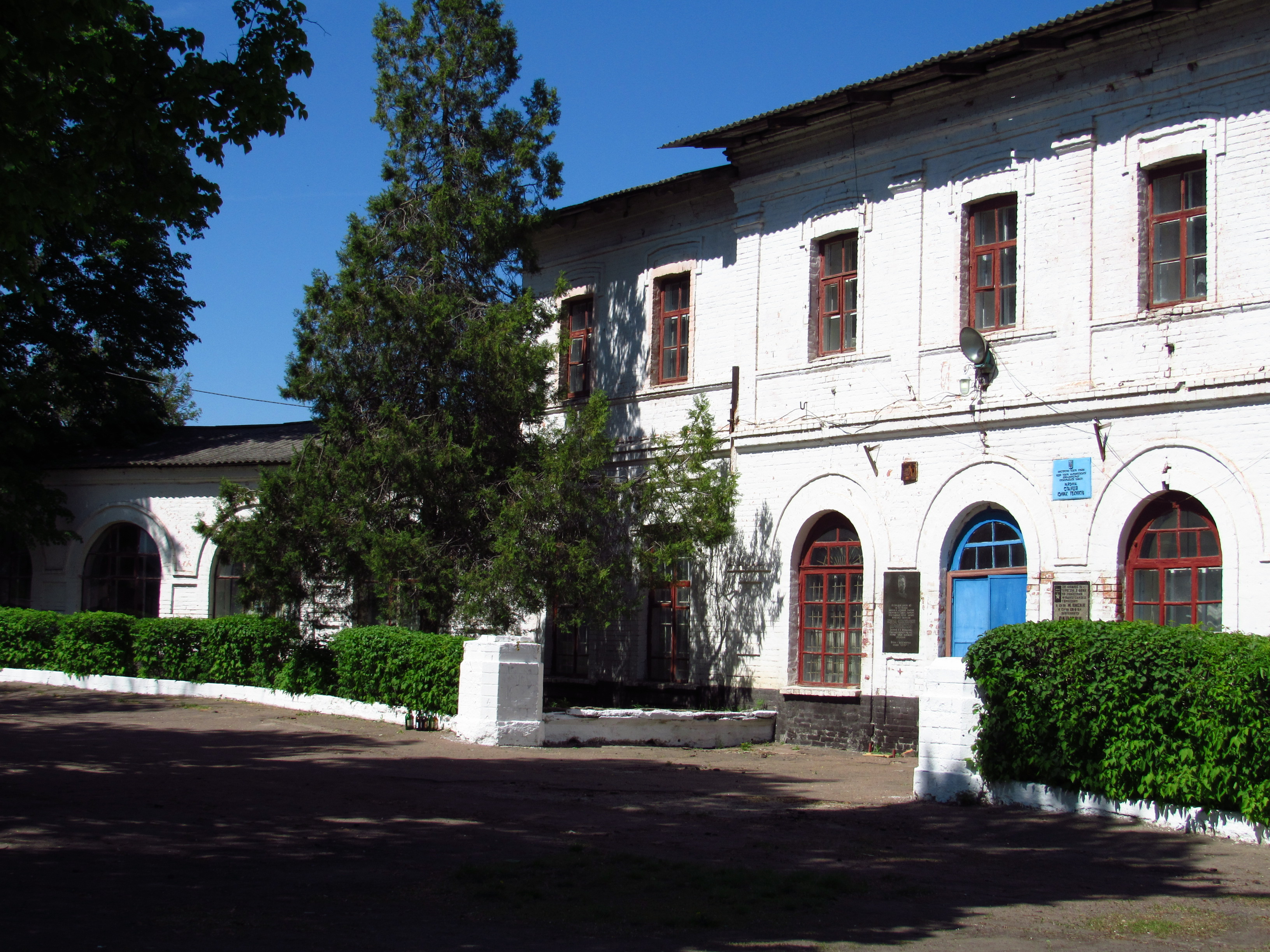
Колишній маєток Кудашевих

Станом на 1863 рік у Малій Висці налічувалося вже 376 дворів. Через півстоліття кількість населення зросла до чотирьох тисяч осіб.
В 1886 році у містечку, центрі Маловисківської волості Єлизаветградського повіту Херсонської губернії, мешкало 2759 осіб, налічувалось 486 дворових господарств, існували православна церква, єврейський молитовний будинок, школа, лавка та винокурний завод. За 6 верст перебував постоялий двір, за 8 — цегельний завод.

### XX століття
В 1915 році було збудовано залізницю та залізничну станцію. У цей час стали до ладу цукровий і спиртовий заводи, млин, олійня, лікарня та школи.
У листопаді 1917 року до Малої Виски прийшла звістка про Жовтневий переворот. У січні 1918 року тут було вперше ненадовго встановлено радянську окупаційну владу.
22 лютого 1920 року через Малу Виску під час Зимового походу проходив кінний полк Чорних Запорожців Армії УНР.
У 1922 році чимало маловищан отримали земельні наділи та ділянки під садиби (по 1 десятині). Були забудовані нові території вздовж Висі, від відгодівельного господарства аж до Люцого лісу. У ці роки швидко зміцніли індивідуальні господарства.
Період бурхливого росту та господарського піднесення виявився коротким. 1929 р. розпочались поспішна примусова колективізація та масове розкуркулення, внаслідок чого селище втратило багато вмілих господарів.
Під час організованого радянською владою Голодомору 1932—1933 років померло щонайменше 69 жителів міста.
У місті на центральному кладовищі знаходиться місце масового поховання жертв Голодомору-геноциду 1932—1933 років в Україні. Пам'ятний знак жертвам Голодомору було встановлено 2 жовтня 1993 року за ініціативи Володимира Поліщука (жителя міста). Над ескізом працював художник Анатолій Тарапак. Пам'ятний знак побудований одним із найперших у Незалежній Україні на кошти зібрані громадськими активістами міста та району, місцевими підприємствами та місцевою владою.

#### Друга світова війна

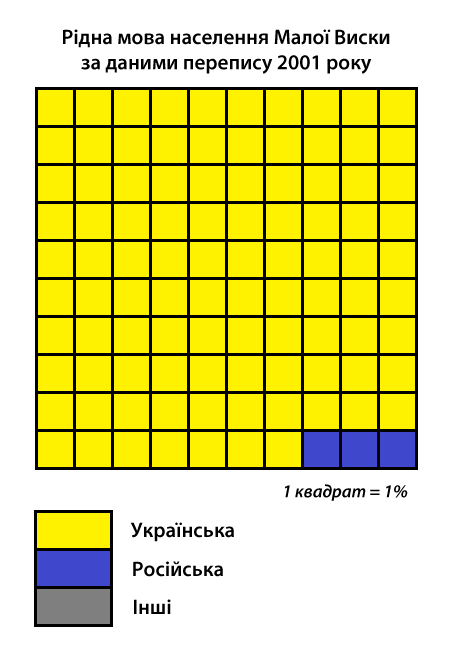
Рідна мова населення Малої Виски за даними перепису 2001 року

1 серпня 1941 року розпочалася німецька окупація селища. Перед Другою світовою війною в містечку було близько 200 євреїв — близько 2 % населення міста. Після окупації містечка німцями на місці поселення євреїв (точна кількість невідома) було створено гетто. Гетто розміщувалося в стайнях місцевого цукрового заводу. Умови утримання мешканців гетто були суворими, вони страждали від холоду та голоду. Більшість в'язнів мали лише літній одяг. Санітарна ситуація в гетто була поганою, не було питної води. Кожен отримував 150 грамів хліба і півлітра соку брукви. Усі в’язні були виснажені від недоїдання, хвороб і фізичної праці. Євреїв вивозили під нагляд на каторгу, а тих, хто не міг працювати, розстрілювали на місці. У грудні 1941 року за наказом начальника округу, начальника жандармерії та поліції 134 євреї були вивезені в Люцій ліс до місця, де була криниця глибиною 18 метрів. Постраждалих відвезли на машині до колодязя і змушені були в нього стрибнути. Тих, хто стрибнув, розстрілювали під час руху, а хто невдало, живі падали в колодязь. Понад 200 чоловік насильно відправили до Німеччини.
В Малій Висці створювалися підпільні групи, партизанські загони. Більше двох тисяч жителів селища було призвано до діючої армії; 673 з них не повернулися до своїх домівок — загинули в бою, померли від ран, були замучені в таборах для військовополонених. Уродженцю Малої Виски, військовому льотчику, полковнику І. Сухомлину за виявлену мужність було присвоєно звання Героя Радянського Союзу.
Жорстокі бої на вулицях Малої Виски розгорталися із 7 по 10 січня 1944 року, коли бойові підрозділи 8-го Олександрійського мехкорпусу (полковник М. Крічман) в складі 116-ї танкової, 66, 67 та 68-ї мехбригад, 83-го танкового полку (командири полковники Є. Юревич, М. Лазарєв, К. Яндерсон, В. Мироненко та Г. Кушнір) увірвалися в розташування німецьких військ, знищили ворожий аеродром та багато бойової техніки.
13 березня 1944 року частини 214-ї стрілецької дивізії (командир — генерал-майор Г. Жуков) 780-го стрілецького полку (командир — полковник С. Юдін) звільнили Малу Виску від німецької окупації і відновили російську. Під час оборони та в тяжких боях загинуло 76 солдат і офіцерів Радянської Армії, яких було поховано в братській могилі в центрі селища.

#### Повоєнний час
Воєнні дії завдали величезних збитків місту. В руїнах перебували залізнична станція, спиртовий завод, клуб «Цукровик», магазини, школа та сотні будинків маловищан.
Розпочалась повоєнна відбудова селища. Вже у жовтні 1944 року цукровий завод дав перший цукор. Через короткий час станція Виска знову прийняла поїзди. В 1948 році вступив у дію новозбудований спиртовий завод. За період із 1944 року було збудовано завод сухого молока, ТЕЦ, комбікормовий завод, станцію техобслуговування автомашин, залізничний вокзал, будинок культури на 800 місць, кінотеатр, шість шкіл та шість дитячих садків, комплекс приміщень системи охорони здоров'я — лікарню на 240 ліжок, поліклініку, аптеку та станцію переливання крові.

#### Перебудова
В 1986 році було введено в дію навчальне містечко — СПТУ № 16. Зріс житловий фонд міста: було завершене будівництво мікрорайону «Вись», зведено більше десяти багатоповерхових будинків. З'явилися нові вулиці, набрала вигляду центральної вулиця Центральна (раніше — Жовтнева).

## Населення

### Національний склад
Розподіл населення за національністю за даними перепису 2001 року:
| Національність  | Відсоток |
| --------------- | -------- |
| українці        | 95.59 %  |
| росіяни         | 3.43 %   |
| білоруси        | 0.35 %   |
| молдовани       | 0.22 %   |
| вірмени         | 0.12 %   |
| інші/не вказали | 0.29 %   |

### Мова
Розподіл населення за рідною мовою за даними перепису 2001 року:
| Мова            | Кількість | Відсоток |
| --------------- | --------- | -------- |
| українська      | 12561     | 96.67 %  |
| російська       | 374       | 2.87 %   |
| білоруська      | 17        | 0.13 %   |
| румунська       | 17        | 0.13 %   |
| вірменська      | 10        | 0.08 %   |
| циганська       | 3         | 0.02 %   |
| гагаузька       | 1         | 0.01 %   |
| угорська        | 1         | 0.01 %   |
| польська        | 1         | 0.01 %   |
| німецька        | 1         | 0.01 %   |
| інші/не вказали | 8         | 0.06 %   |
| Усього          | 12994     | 100 %    |

## Місцевості
- Район новобудова
- Місте́чко — північна частина міста, розташована на узгір'ї і відділена від центру річкою Мала Вись.
- Мікрорайо́н Вись — житловий масив багатоповерхової забудови 1980-х років в районі вулиці Шевченка та 40 років Жовтня.
- Бессара́бія, Бессарабка — народна назва місцевості, де у XVIII столітті поселились переселенці-молдовани.
- Сторчаківка
- Кудрівка
- Район п'яти гектарів — біля Маловисківського молочного комбінату.

## Інфраструктура

Будинки в районі цукрового заводу

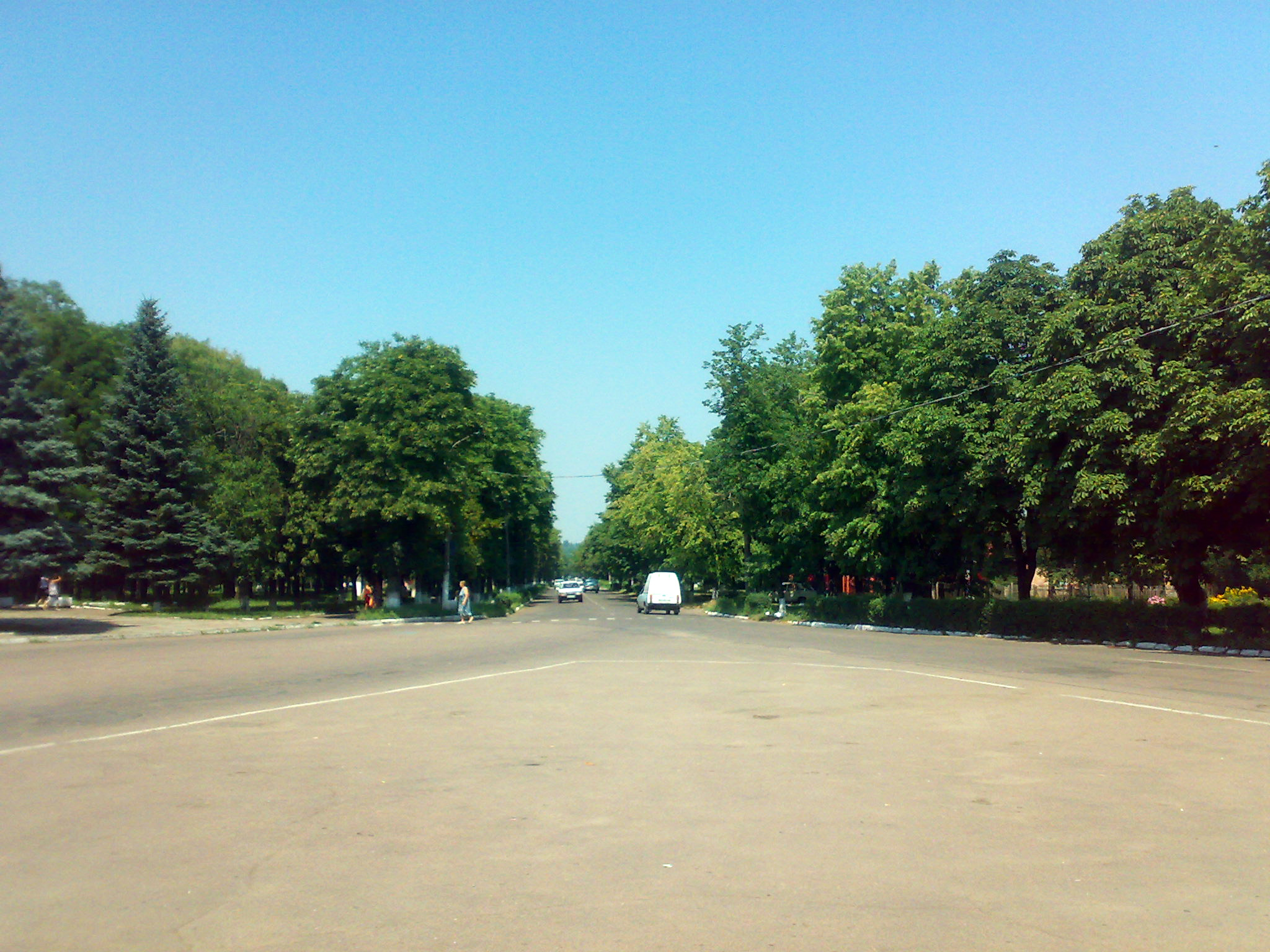
В центрі міста (на розі вулиць Велігіна та Жовтневої)

### Економіка

#### Сільське господарство
В Малій Висці діють такі сільськогосподарські підприємства:
- СТОВ «Агрофірма Маяк»
- ПСП «Зоряне»
- СТОВ «Птахівник» (не діє)
- СФГ «Степове»

#### Промисловість
У промисловості міста домінує харчовий сектор. Серед основних промислових підприємств міста:
- ЗАТ «Маловисківський молочний комбінат» (Новомиргородське шосе, 1) (не діє)
- Хлібокомбінат райспоживспілки (Новомиргородське шосе, 3) (не діє)
- ПП «Хлібний дар» (вул. Велігіна, 141) (не діє)
- Підприємство «Харчовик» (вул. Київська, 2) (не діє)
- ДП «Маловисківський спиртовий завод» (вул. Промислова, 1) (не діє)
- ВАТ «Маловисківський цукровий завод» (вул. Кондратюка, 10) (не діє)

#### Торгівля
У місті активно розвивається приватне підприємництво. Тут діє міський ринок, кілька продуктових супермаркетів та декілька десятків спеціалізованих магазинів.

### Транспорт

Маловисківська автостанція

Через Малу Виску проходить міжобласна автомобільна дорога Т 2401 (Городище—Устинівка). Неподалік від міста проходить міжнародна автотраса E50, що робить зручним транспортне сполучення з Кропивницьким, Уманню та іншими важливими населеними пунктами.
В Малій Висці діє АТП-13543 (вул. 40 років Жовтня, 85) та автобусна станція. Маловисківська автостанція (пров. Авіаційний, 6) здійснює автобусне сполучення з Києвом, Кривим Рогом, Кропивницьким, Світловодськом, а також із селами Маловисківського і сусідніх районів.
Залізнична станція обслуговує пасажирів далекого та приміського сполучення, а також виконує вантажні операції.
У місті працюють таксі численних приватних перевізників.

Гуртожиток на мікрорайоні Вись

### Житло
У Малій Висці переважає приватна забудова, загальна кількість дворів — 4 494. Із 37 міських багатоквартирних будинків близько третини розташовані в мікрорайоні Вись. Загальна кількість квартир у Малій Висці — 874.

### Освіта
У Малій Висці функціонують три загальноосвітні школи та гімназія, школа-інтернат I—II ступенів, центр дитячої та юнацької творчості та два дитсадки.
Середню спеціальну освіту надає ПТУ № 16 (вул. Шевченка, 56/1), у якому навчається 295 учнів. Тут вони здобувають професії слюсарів з ремонту автомобілів та сільськогосподарських машин, зварника, муляра, штукатура, перукаря, модельєра, кухаря-кондитера.

### Медицина
Медичне забезпечення населенню міста та району надає центральна районна лікарня на 210 ліжок із поліклінікою.

### Державна пожежно-рятувальна частина
23 ДПРЧ 4ДПРЗ забезпечує район виїзду пожежними та рятувальними автомобілями АЦ40(130)63Б та новим сучасним пожежними автомобілем МАЗ АЦ-4-60(5309)505М, також на озброєні є новий рятувальний автомобіль САРМ-Л Ford Ranger.

## Культура
В Малій Висці знаходиться будинок культури, музей історії Маловисківського району, районна бібліотека ім. Лесі Українки та школа мистецтв.
У сучасному місті споруджено чимало пам'ятників та встановлено меморіальні дошки.

На Містечку

## ЗМІ
У місті видається районна газета «Маловисківські вісті» (адреса редакції — вул. Шевченка, 62).

## Релігія
У Малій Висці діють кілька релігійних християнських громад. 15 жовтня 2017 року був освячений [Архівовано 20 листопада 2017 у Wayback Machine.] новозбудований Свято-Покровський храм УПЦ (МП), чин освячення звершив митрополит Кіровоградський і Новомиргородський Іоасаф.

## Спорт
На міському стадіоні «Колос» тренується «ФК Вись», що виступає в другій групі Чемпіонату області з футболу.

## Готель
У місті розташований кафе-готель «У Петровича».

## Відомі люди
- Бойко Віктор Михайлович (1978—2014) — солдат Збройних сил України, учасник російсько-української війни.
- Бровченко Володимир Якович — поет та громадський діяч; народився в Малій Висці.
- Грузін Василь Дмитрович — довгорічний працівник «Сільських вістей», заслужений журналіст України.
- Івандюк Віталій Анатолійович (1981—2015) — солдат Збройних сил України, учасник російсько-української війни.
- Кондратюк Юрій Васильович — вчений-винахідник, піонер космічної техніки; у 1921—1925 роках працював механіком на цукровому заводі.
- Карпенко-Карий Іван Карпович — драматург, корифей українського театру; в 1859 році працював писарем у Маловисківській волосній управі.
- Крячун Андрій Васильович — радянський історик.
- Малахатько Володимир Ілліч (1939—2023) — український тренер (важка атлетика; шахи).
- Михайлов Анатолій Іванович (* 1949) — український журналіст.
- Нароженко Микола Володимирович (1980—2015) — старшина Збройних сил України, учасник російсько-української війни[19].
- Панков Лев Миколайович (1991—2014) — старший солдат Збройних сил України, учасник російсько-української війни.
- Перебийніс Григорій Миколайович — педагог, краєзнавець, заслужений учитель України.
- Соколовська Жанна Павлівна — лінгвіст, дослідниця лексичної семантики, доктор філологічних наук, професор.